# مازراتی کمسین

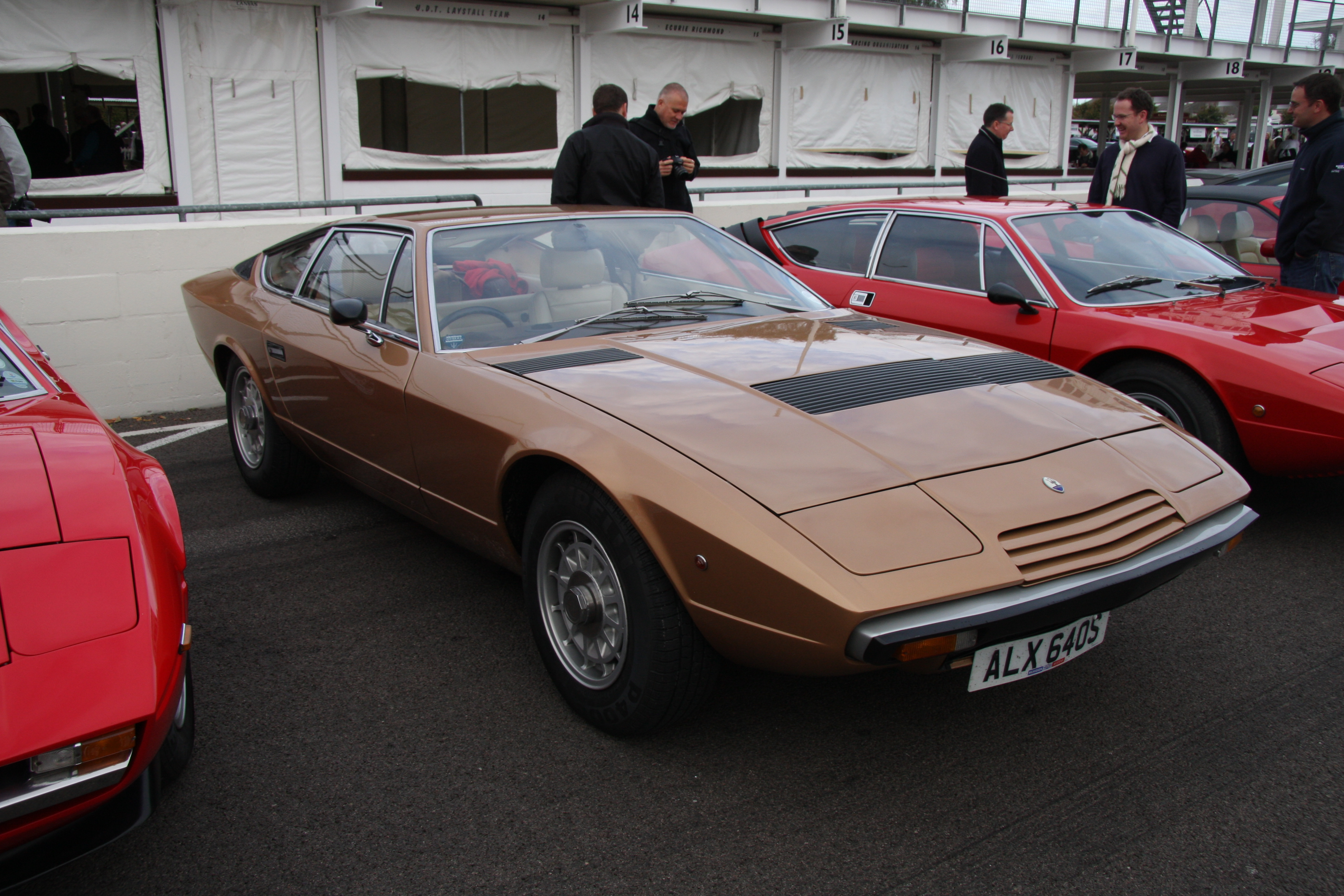

مازراتی کمسین (Maserati Khamsin) خودرویی است که در سال‌های ۱۹۷۴ تا ۱۹۸۲تولید شده‌است. 
این خودرو در کلاس خودرو اسپورت قرار گرفته و طراحی آن خودروهای موتور جلو-محور عقب بوده است. سیستم جعبه‌دندهٔ آن ۳ دنده به دو صورت خودکار و دستی است.